# Cyrtandra heterophylla
Cyrtandra heterophylla är en tvåhjärtbladig växtart som beskrevs av De Vriese. Cyrtandra heterophylla ingår i släktet Cyrtandra och familjen Gesneriaceae.

## Underarter
Arten delas in i följande underarter:
- C. h. elliptica
- C. h. heterophylla